# 丽江鲫鱼藤
丽江鲫鱼藤（学名：Secamone likiangensis）为夹竹桃科鲫鱼藤属的植物，为中国的特有植物。分布在中国大陆的云南等地，生长于海拔1,830米至1,900米的地区，一般生长在山坡向阳处，目前尚未由人工引种栽培。